# Гиби-
гиби (на английски: gibi, или gigabinary) е двоична представка, въведена от IEC през 1996 г. Означава се с Gi и представлява бинарната стойност на десетичната представка гига (1 000 000 000, един милиард), т.е. 230 (1 073 741 824), или с ~7% по-голяма от гига.
Пример:
20 GiB = 20 × 230 байта = 21 474 836 480 байта